# 夏都愛未
夏都 愛未（なつと あいみ、1991年5月1日 - ）は、日本の女優、映画監督。

## 人物
神奈川県横浜市港南区出身。昭和音楽大学音楽学部作曲学科卒業。和エンタテインメント所属。杉野希妃のアシスタントとしてスクリプター兼女優として活動した後、女優、監督としてアジア諸国との合作中心に活動している。

## 経歴

### 生い立ち
幼少期から音楽を学び、横浜英和女学院から昭和音楽大学音楽学部作曲学科に進学。

### 女優兼アシスタントプロデューサーとしてデビュー
杉野希妃のアジア諸国での活躍に影響されて、2014年に『3泊4日、5時の鐘』（14/三澤拓哉監督）のオーディションに応募、同じオーディションから選ばれたのが 福島珠理であり、揃ってゼミ生の役で映画初出演。同時に和エンタテインメントのインターンになり、２人ともアシスタントプロデューサーとしても作品に携わる。2015年、東京藝術大学大学院の映像領域に進んだ福島珠理がプロデュースをした藝大製作の短編映画『帰れないふたり』（15/竹林宏之監督）で夏都は初主演する。

### 映画監督への道
福島珠理が、アシスタントプロデューサーから、プロデューサーへとステップアップしていくのに対し、夏都は2015年の日仏合作の『海の底からモナムール』（15/ロナンジル）、2016年の『雪女』（16/杉野希妃）とスクリプター兼女優として現場に入る。また『再恋』（17/中田圭）では、初めて共同脚本を担当する。2018年に山戸結希企画プロデュース作品「21世紀の女の子」の中の短篇『珊瑚樹』で監督デビュー、同時期に初監督長編「浜辺のゲーム」も撮影。

## 作品

### 映画（作品）
- 3泊4日、5時の鐘（2014年、日本・タイ合作、和エンタテインメント/オムロ） - アシスタントプロデューサー ※シンガポール国際映画祭、マラケシュ国際映画祭、北京国際映画祭脚本賞、第3回シロス国際映画祭作品賞
- 雪女（2016年、和エンタテインメント） - スクリプター ※東京国際映画祭コンペティション部門
- 海の底からモナムール（2017年、日本・フランス合作、和エンタテインメント） - スクリプター
- 再恋(2017年) - 共同脚本
- 21世紀の女の子「珊瑚樹」 (2019年、ABCライツビジネス) - 監督、脚本
- 浜辺のゲーム（2019年、和エンタテインメント） - 監督、脚本、編集※大阪アジアン映画祭コンペティション部門

## 出演

### 映画
- 禁忌（2014年、太秦） - 看護師（声）
- 3泊4日、5時の鐘（2014年、日本・タイ合作、和エンタテインメント/オムロ） - 松山めぐみ役 ※シンガポール国際映画祭、マラケシュ国際映画祭、北京国際映画祭脚本賞、第3回シロス国際映画祭作品賞
- 帰れないふたり (短編2015、東京藝大) - 主演
- 雪女（2016年、和エンタテインメント） -女子高生 役 ※東京国際映画祭コンペティション部門
- 海の底からモナムール（2017年、日本・フランス合作、和エンタテインメント） - 女子高生
- レイニーブルー（2025年公開予定、桃）[1]